# 杨市站
杨市站位于湖南省涟源市杨市镇，是沪昆铁路上的车站。车站由广州局集团娄底车务段管辖，客运每日有一对慢车停靠:654，货运办理整车货物发送到达业务。车站1961年9月随湘黔铁路涟源段修复工程竣工而通车，当时站内设有1条正线、2条到发线。1970年长2.6千米的4996部队仓库专用线通车:374。1999年车站及上下区间进行复线化工程。
杨市站设有2条正线、2条到发线及2条货物线，另设有长135米的岔道线1条、长112米的安全线1条和面积2160米的客站台1个。车站站房候车室面积308平方米，售票房面积16平方米，行包房面积64平方米:654。车站设有2座货场，其中一座货场设于站内5道侧，由湘通物流新化分公司负责运营，主要到发品为煤炭、水泥、钢材、粮食及化肥。

## 图片

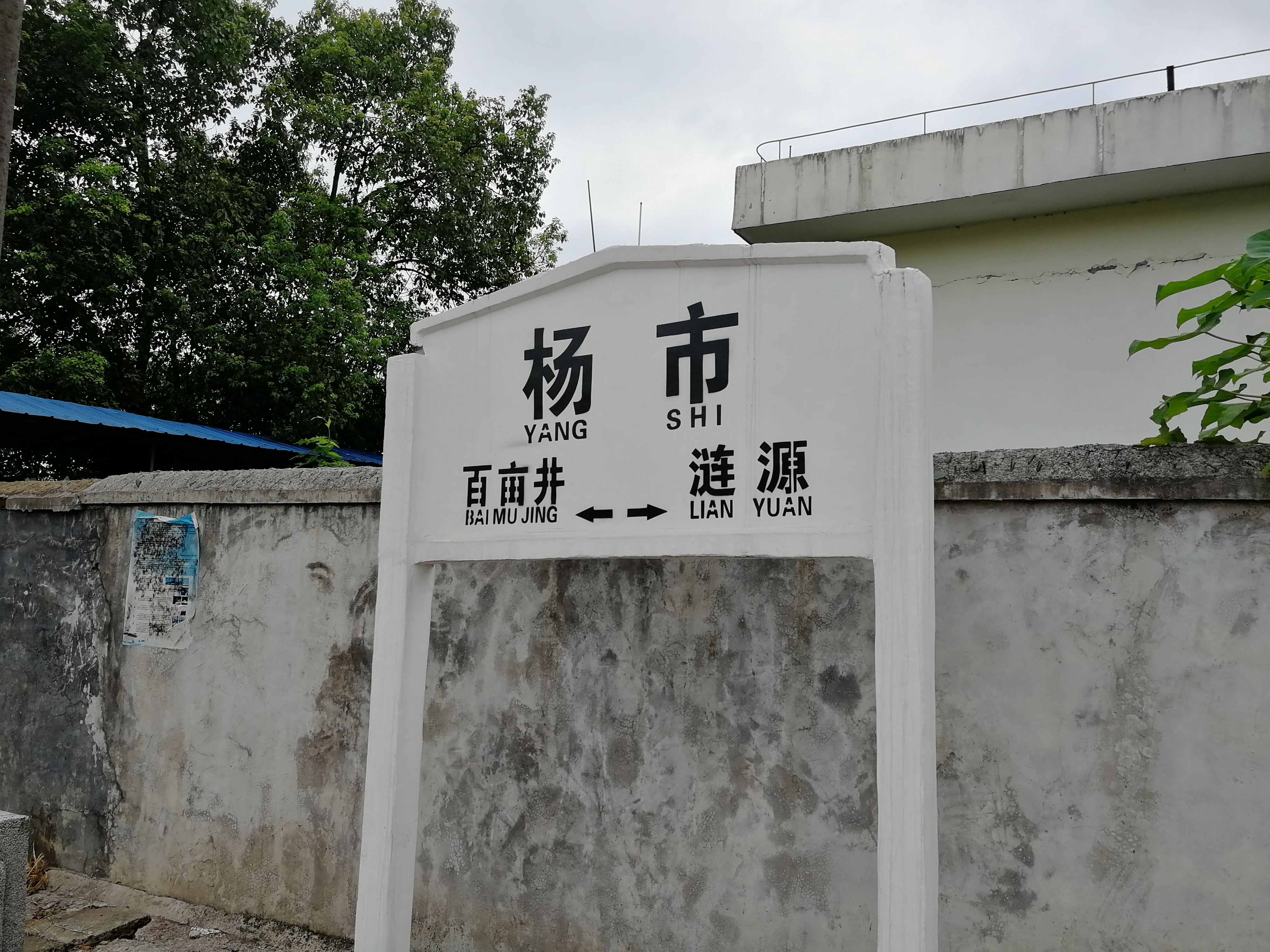
站牌（摄于2018年）
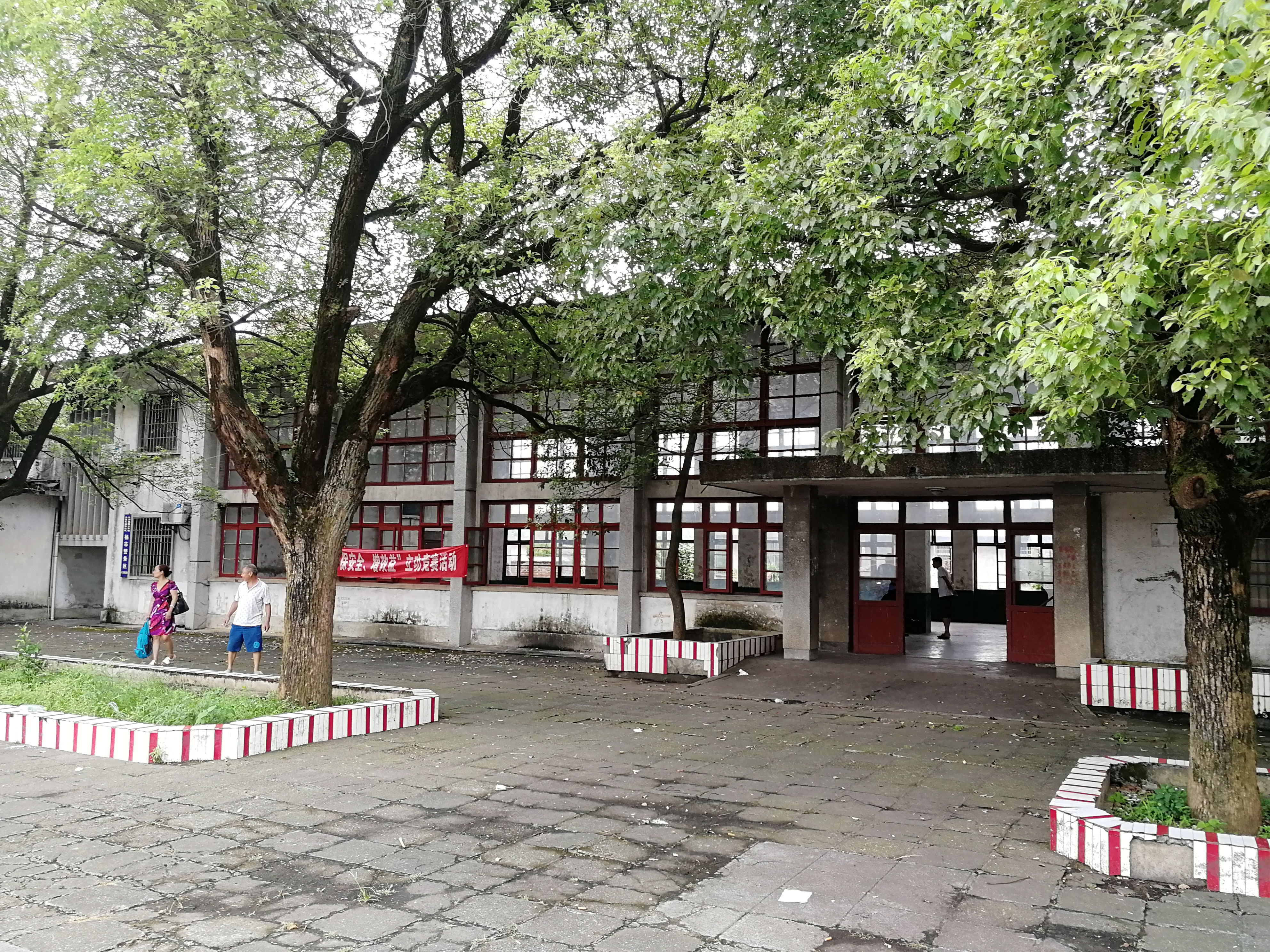
站房（靠近铁路一侧，摄于2018年）
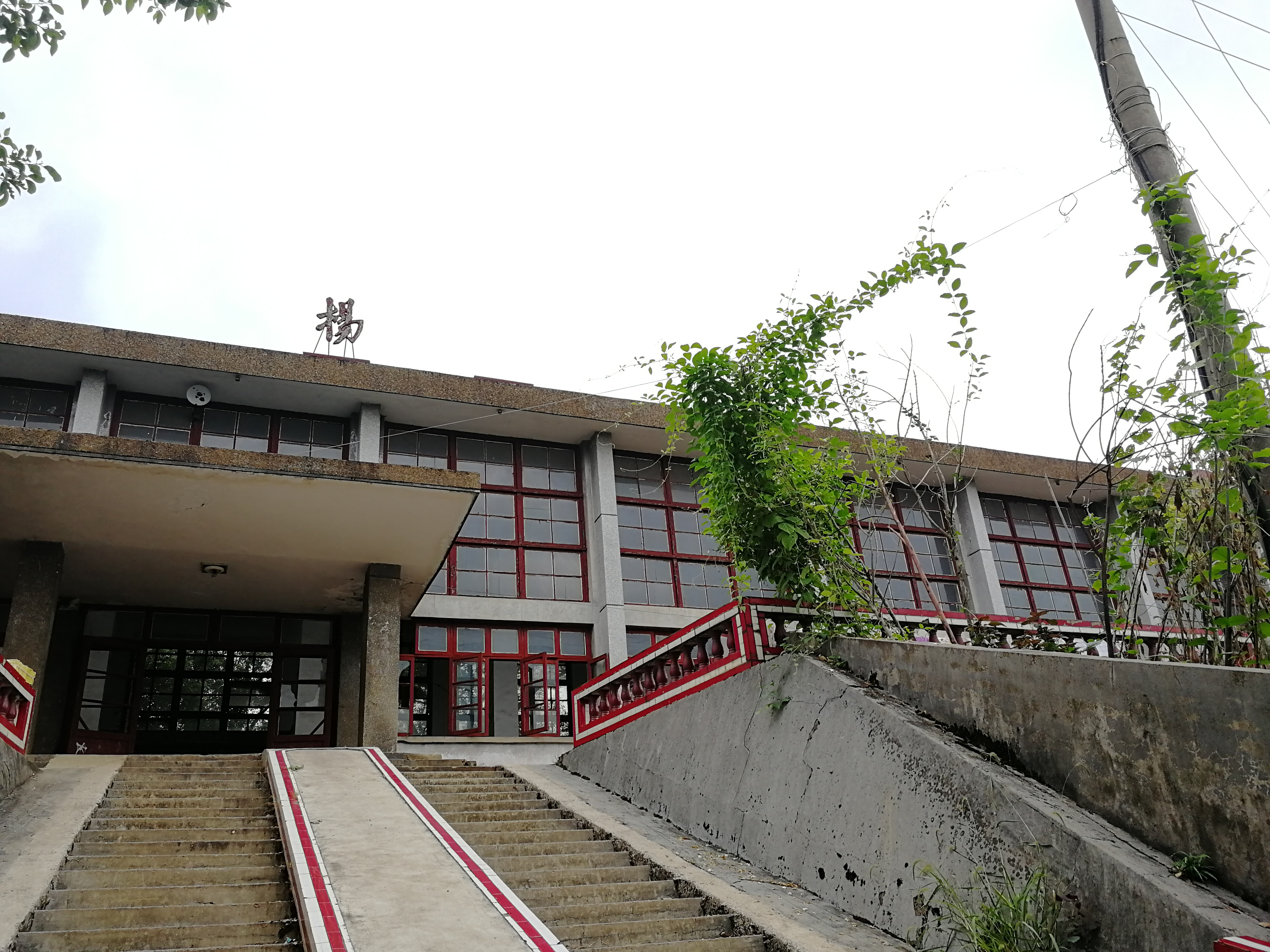
站房（背对铁路一侧，摄于2018年）
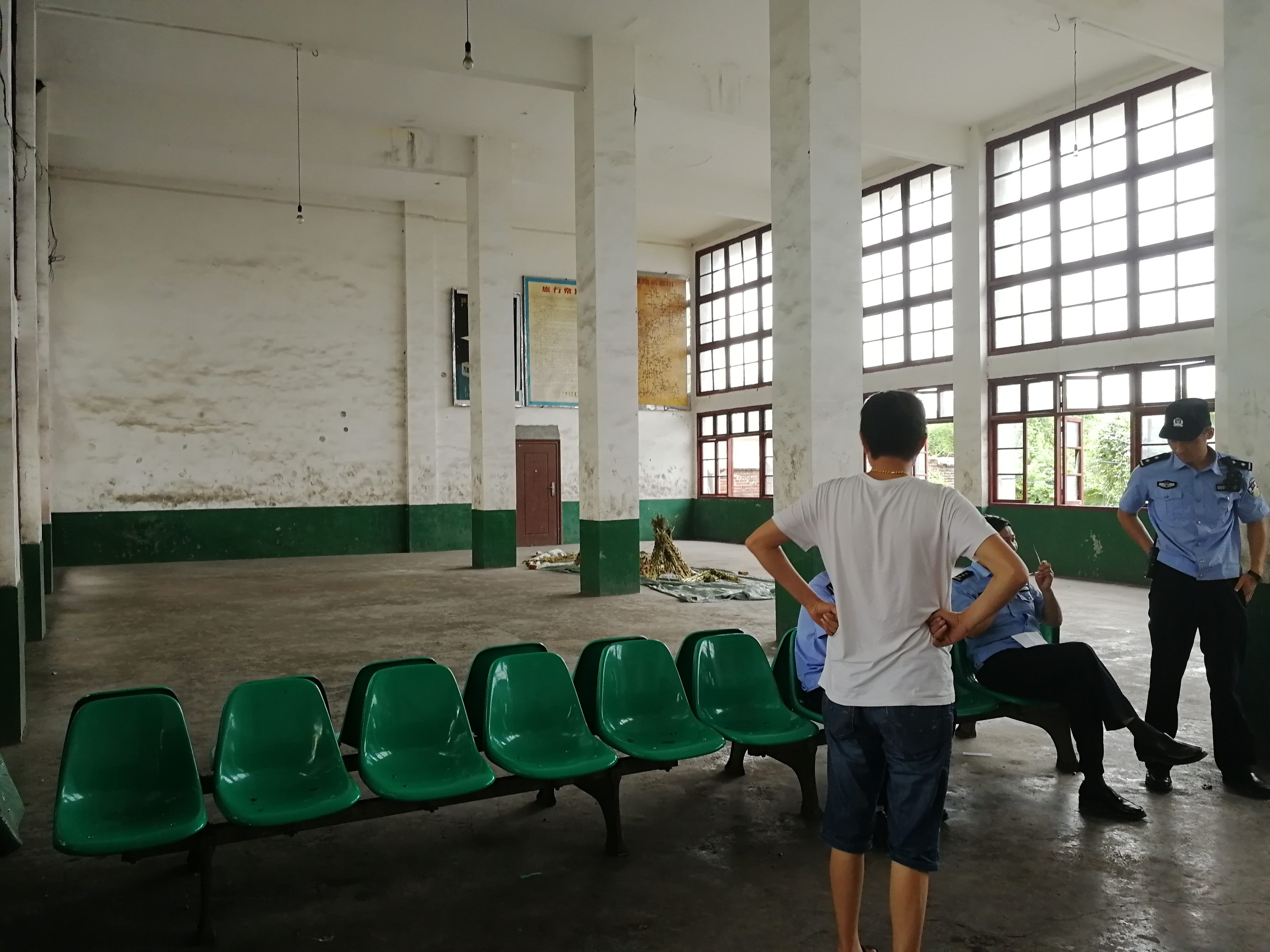
杨市站候车室（摄于2018年）
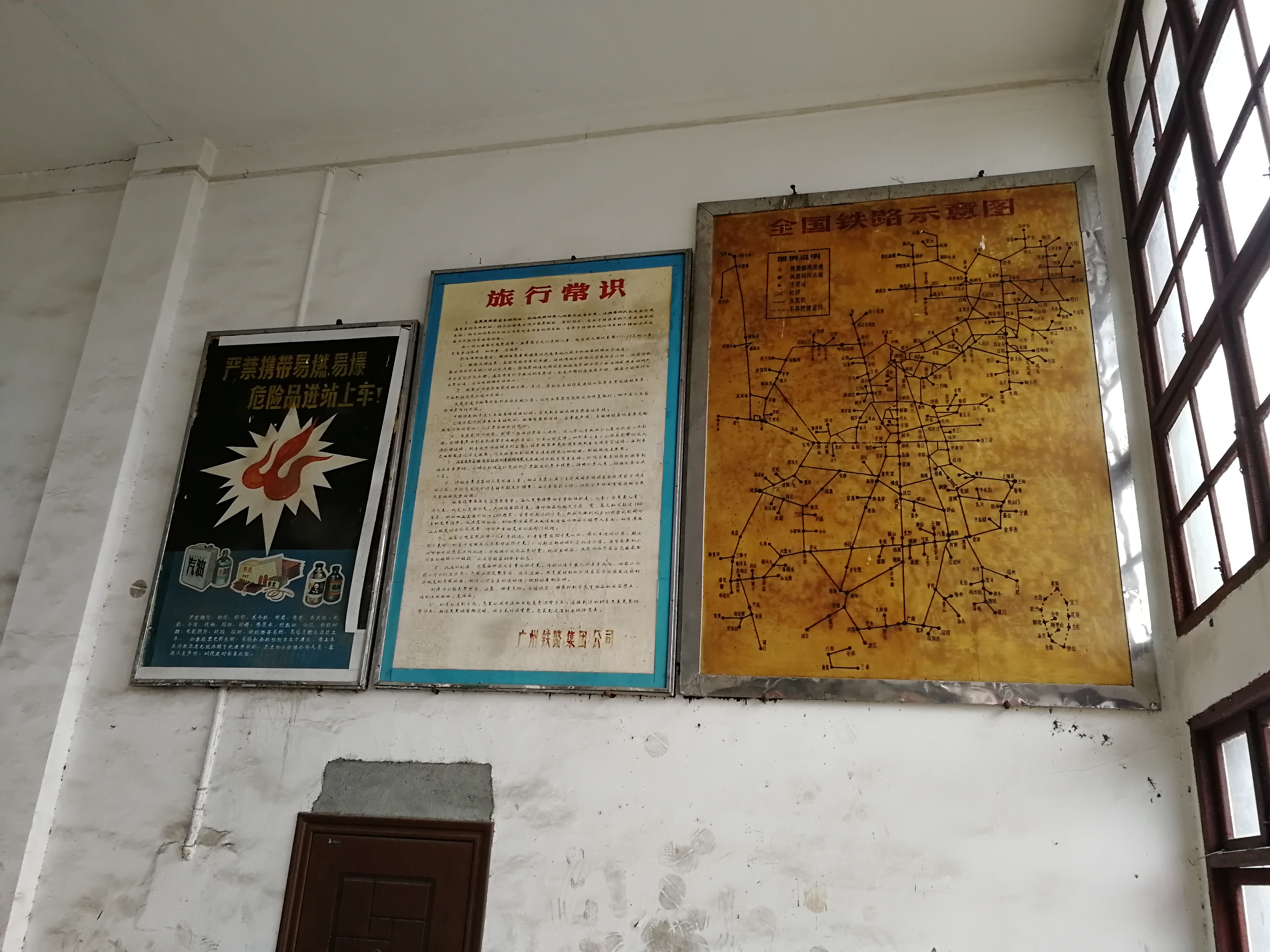
杨市站候车室内的宣传海报（摄于2018年）
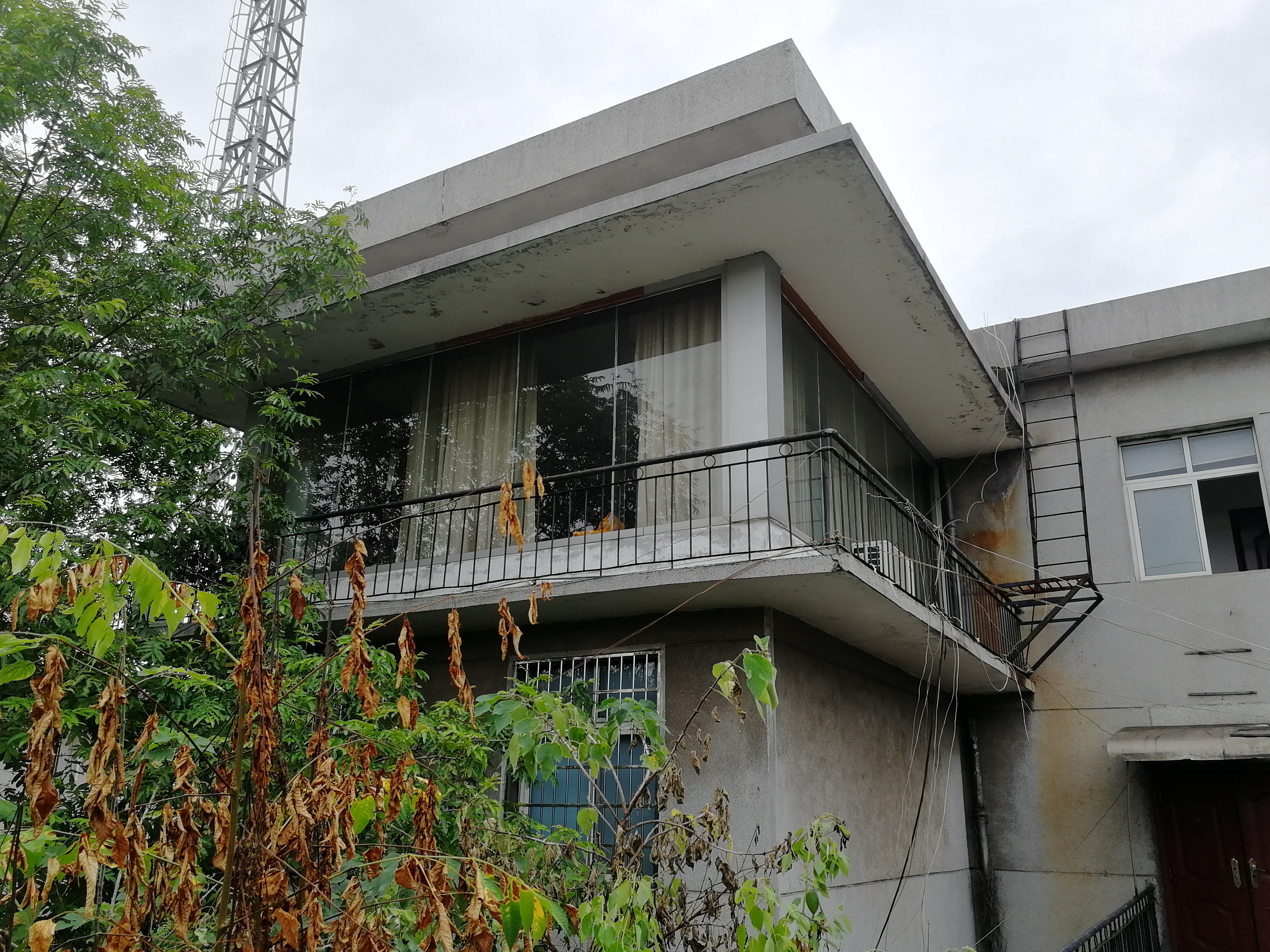
杨市站行车室（摄于2018年）
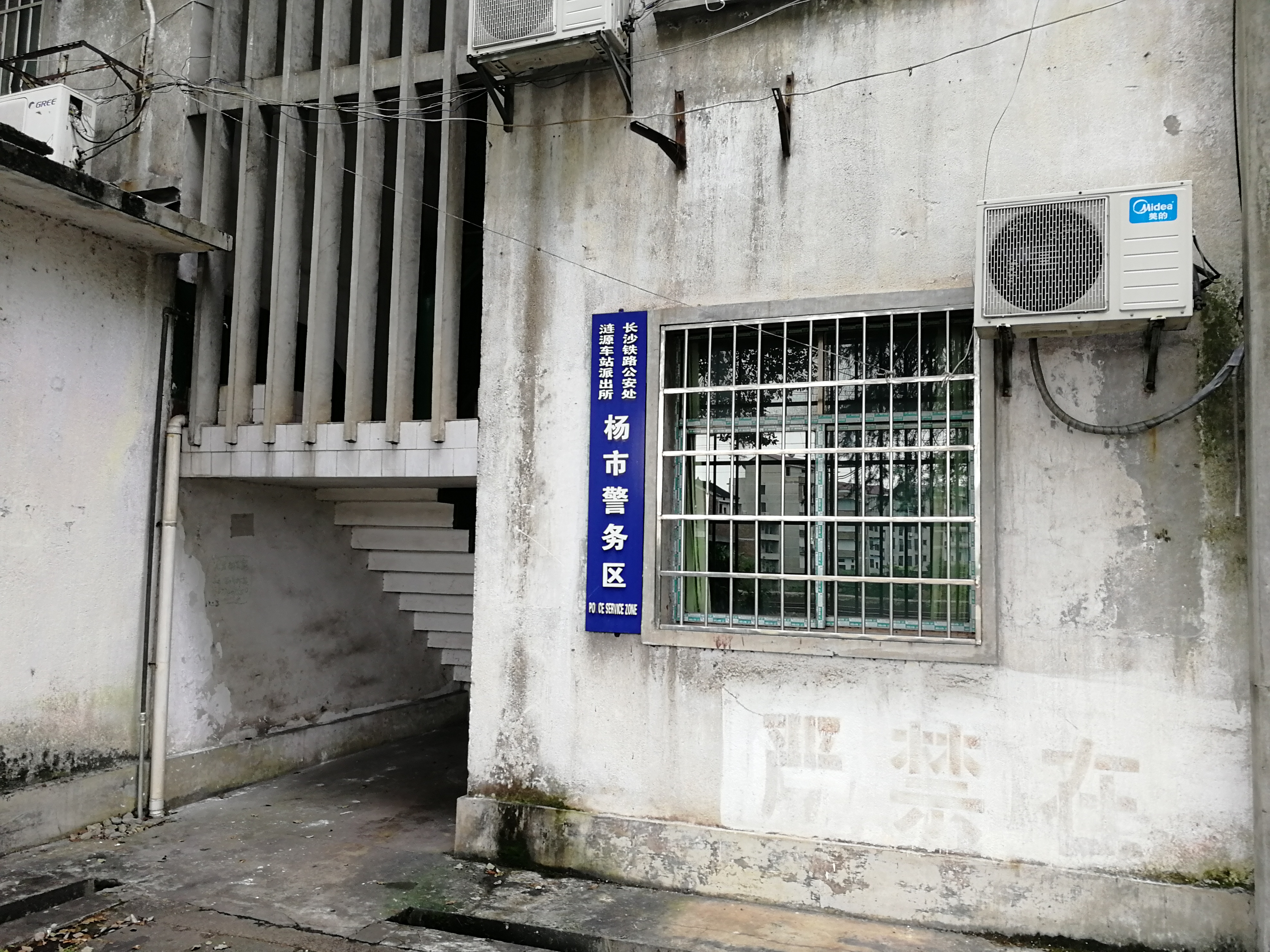
杨市警务区（摄于2018年）
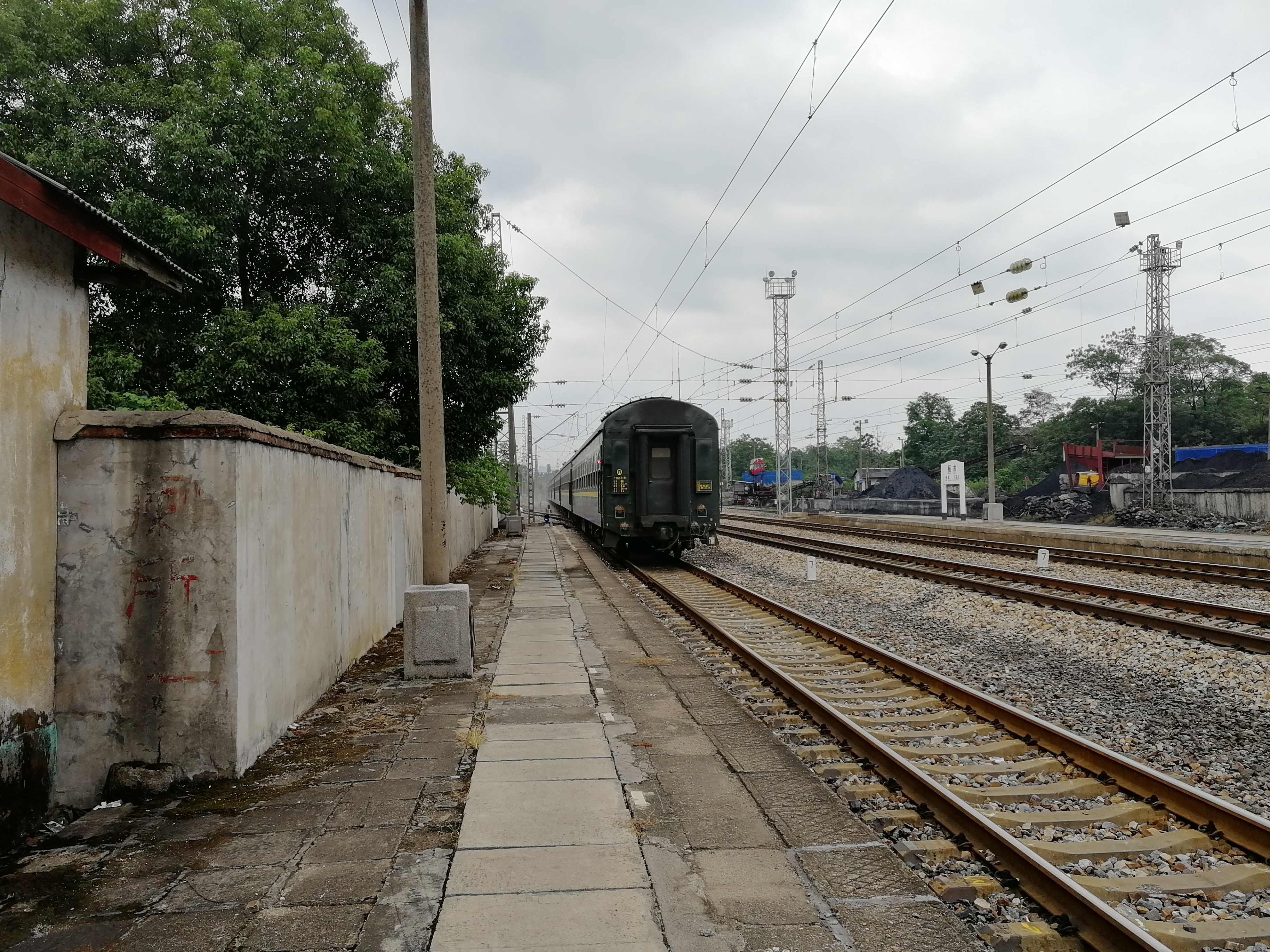
停靠在杨市站1站台的7273次列车（摄于2018年）
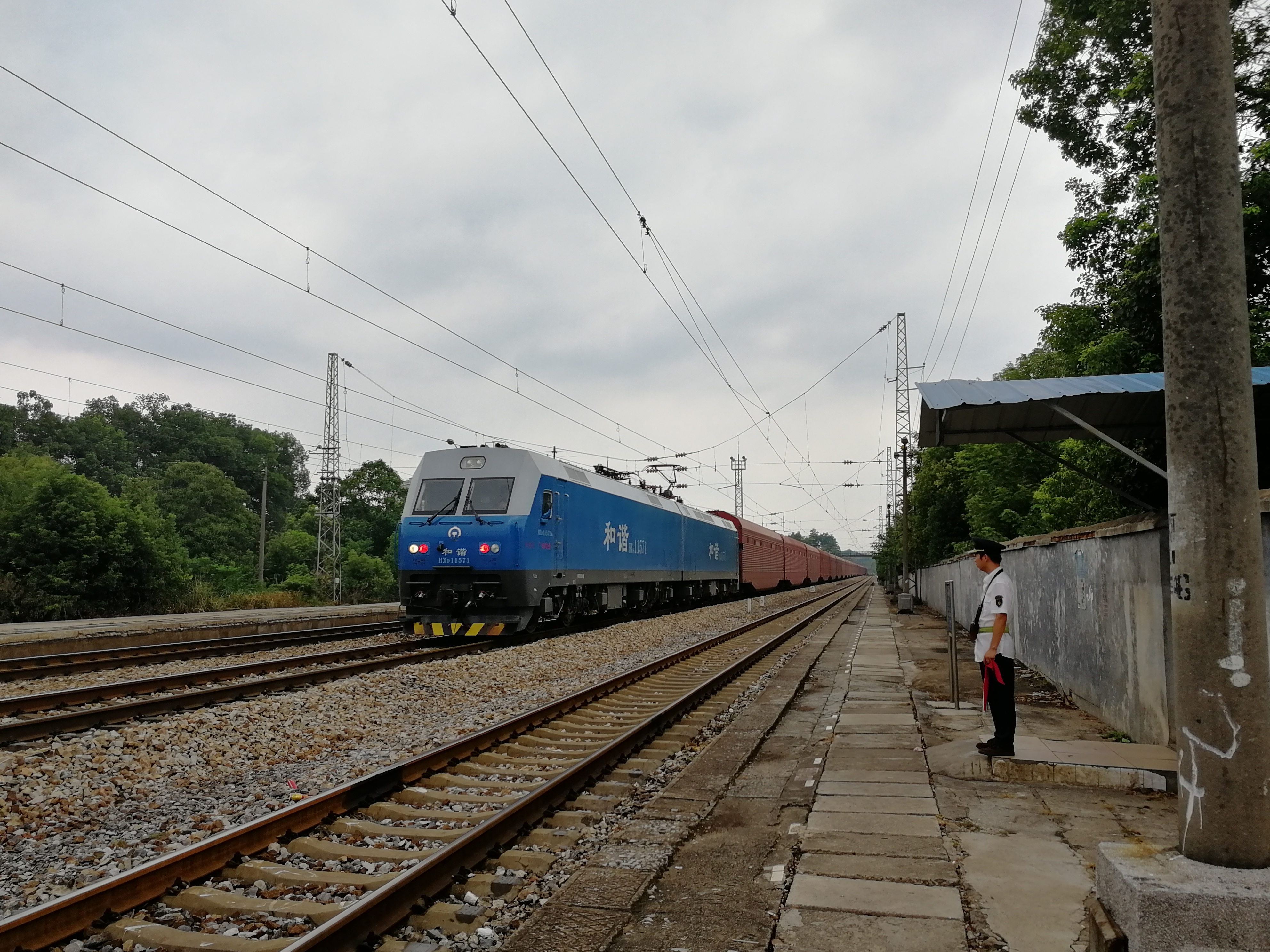
下行通过杨市站的货运列车（摄于2018年）
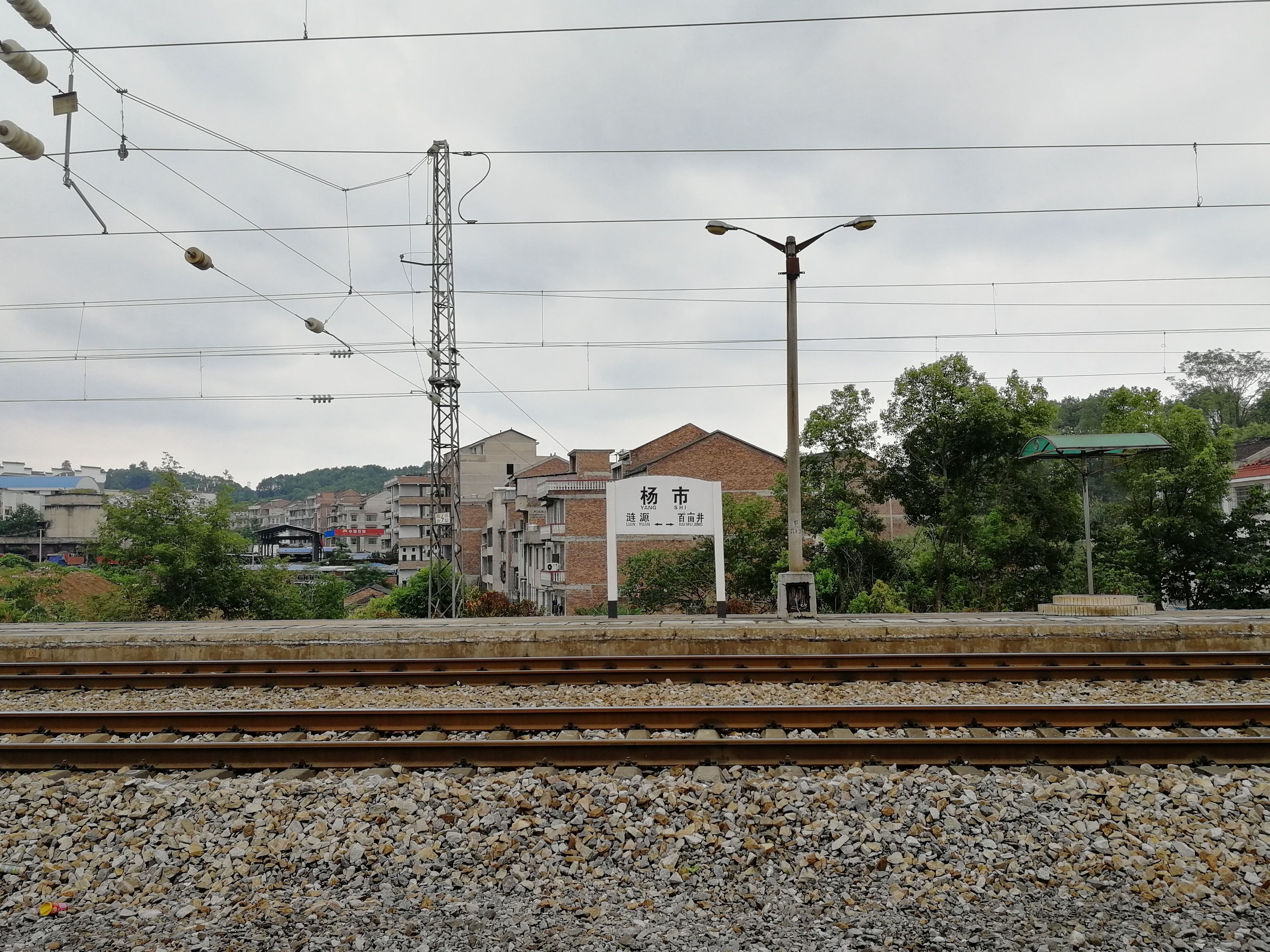
杨市站2站台（摄于2018年）